# Chitinosaccus
Chitinosaccus es un género de foraminífero bentónico de la subfamilia Allogromiinae, de la familia Allogromiidae, del suborden Allogromiina y del orden Allogromiida. Su especie-tipo es Chitinosaccus zuluensis. Su rango cronoestratigráfico abarca el Holoceno.

## Clasificación
Chitinosaccus incluye a la siguiente especie:
- Chitinosaccus zuluensis